# وقود محايد للكربون

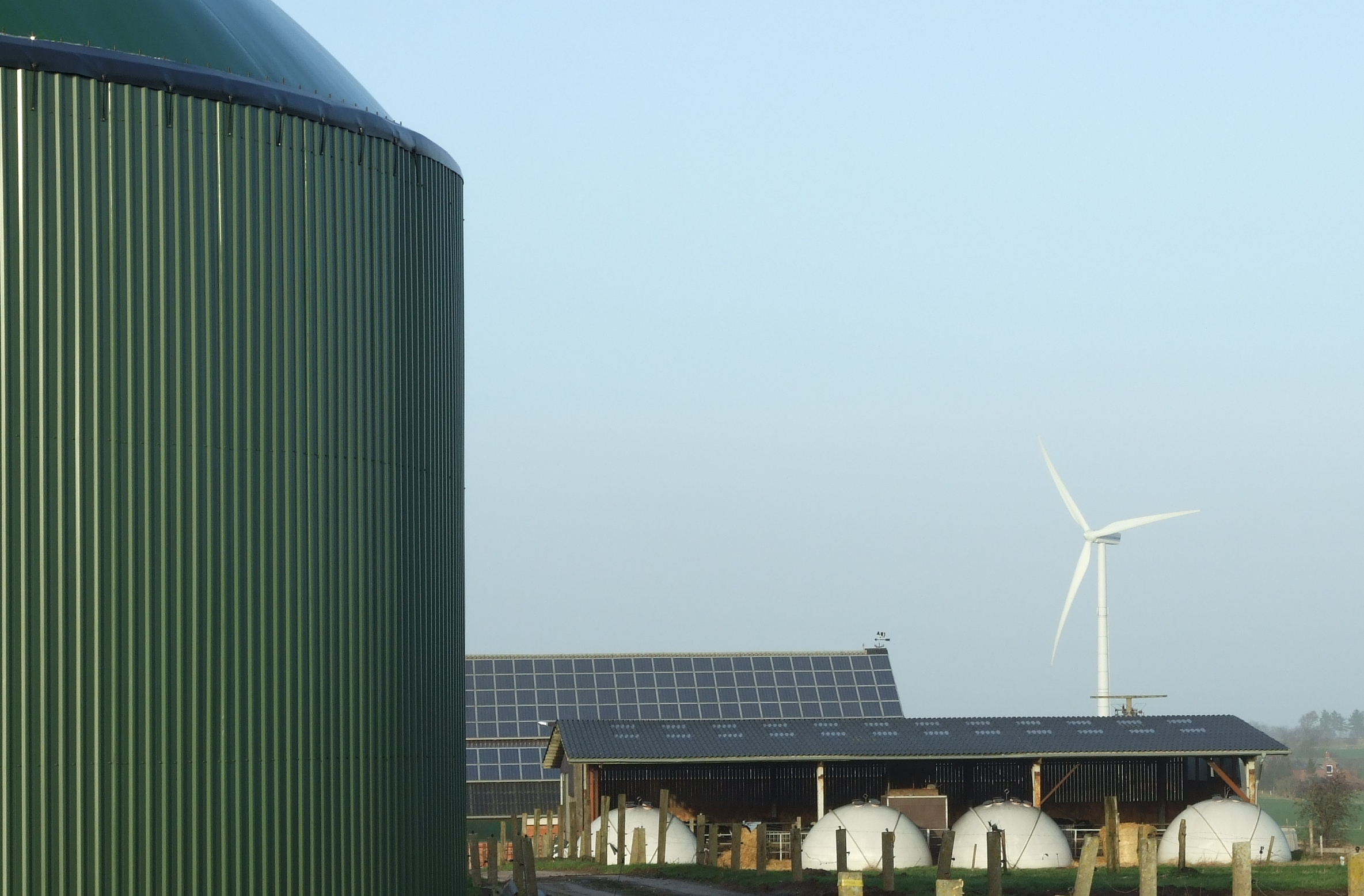
غاز حيوي وألواح كهروضوئية وعنفة رياح.

يُعد الوقود المحايد للكربون وقودًا أو نظامًا للطاقة لا يحتوي على انبعاثات صافية من الغازات الدفيئة أو بصمة كربونية. يمكننا ذكر إحدى الفئات ألا وهي الوقود الاصطناعي (متضمنًا الميثان والبنزين ووقود الديزل ووقود النفاثات والأمونيا) المنتج من الطاقة المتجددة أو المستدامة أو النووية المستخدمة في هدرجة ثاني أكسيد الكربون المحتجز مباشرة من الهواء (دي إيه سي)، أو المعاد تدويره من غازات العوادم الصادرة عن مداخن محطات توليد الكهرباء، أو المشتق من حمض الكربونيك في مياه البحر. تشمل مصادر الطاقة المتجددة عنفات الرياح والألواح الشمسية ومحطات الطاقة الكهرومائية الضخمة. يوجد نوع آخر من مصادر الطاقة المتجددة هو الوقود الحيوي الذي يُحتمل أن يكون محايدًا للكربون بسبب عدم إنتاجه زيادة صافية في الغازات الدفيئة ضمن الغلاف الجوي.
كلما اتجهنا نحو استخدام الوقود المحايد للكربون عوضًا عن الوقود الأحفوري، أو إنتاجه من نفايات الكربون أو حمض الكربونيك في مياه البحر، مع مرور احتراقه بعملية احتجاز الكربون الصادر عن أنابيب المداخن أو العوادم، سوف نحصل على انبعاثات سلبية من ثاني أكسيد الكربون وإزالة صافية لثاني أكسيد الكربون من الغلاف الجوي، لذا يُعد الوقود المحايد وسيلةً للحد من تأثير الغازات الدفيئة.
يمكن الحصول على هذا الوقود سلبي الكربون والمحايد له والخاضع لتقنية تحويل الطاقة إلى غاز عن طريق التحليل الكهربائي للماء لإنتاج الهيدروجين. يساعد تفاعل ساباتييه على إنتاج الميثان الذي يمكن تخزينه ليُحرق لاحقًا في محطات توليد الطاقة (بصفته غازًا محايدًا)، أو نقله عبر خطوط الأنابيب أو الشاحنات أو الناقلات، أو استخدامه في عمليات تكرير الغاز إلى سوائل مثل عملية فيشر تروبش لصناعة الوقود التقليدي للنقل أو التدفئة.
تشمل أنواع أخرى من الوقود سلبي الكربون الوقود الاصطناعي المصنوع من ثاني أكسيد الكربون المستخرج من الغلاف الجوي، إذ بدأت بعض الشركات بالعمل على هذه الطريقة.
على غرار الوقود الحيوي الاعتيادي، يبقى الوقود سلبي الكربون سلبيًا ما دام لم يتعرض للاحتراق، الذي يُطلق الكربون الموجود ضمنه (كالمأخوذ من مصادر صناعية) مرةً أخرى في الغلاف الجوي (لذا تنخفض الفائدة البيئية). يمكن أن يكون الزمن ما بين إنتاج الوقود واحتراقه (وقت تخزين الكربون) قصيرًا جدًا (أقصر بكثير من مدة التخزين المحددة بمئة عام لمشاريع التشجير/إعادة التحريج بموجب اتفاقية كيوتو، وأقصر حتى من مدة تخزين الكربون تحت الأرض).
يُستخدم الوقود المحايد للكربون في ألمانيا وأيسلندا في نظم توزيع الطاقة المتجددة وتوزيعها، ما يقلل من مشاكل الرياح وعدم استمرارية الطاقة الشمسية، ويسمح بنقل طاقة الرياح والمياه والطاقة الشمسية عبر خطوط أنابيب الغاز الطبيعي الحالية. يمكن لهذا الوقود المتجدد أن يخفف من التكاليف ومشاكل الاعتماد على الوقود الأحفوري المستورد دون الحاجة إلى كهربة أساطيل المركبات التابعة للشركات أو تحوّلها إلى الاعتماد على الهيدروجين أو أنواع الوقود الأخرى، ما يوفر استمرارية وجود مركبات ملائمة وبأسعار معقولة. بُني مصنع للميثان الاصطناعي بقدرة 250 كيلوواط في ألمانيا، ويجري حاليًا زيادة قدرته حتى 10 ميغاواط.
يمكن أن يلعب الائتمان الكربوني أيضًا دورًا مهمًا بالنسبة للوقود سلبي الكربون.

## الإنتاج
يتألف الوقود المحايد للكربون من هيدروكربونات اصطناعية. يمكن إنتاجها عبر تفاعلات كيميائية بين مكونين هما ثاني أكسيد الكربون الذي يمكن احتجازه من محطات توليد الطاقة أو من الهواء، والهيدروجين الذي نحصل عليه بواسطة التحليل الكهربائي للماء باستخدام الطاقة المتجددة. يعمل الوقود، الذي يشار إليه غالبًا باسم الوقود الكهربائي، على تخزين الطاقة التي استخدمت في إنتاج الهيدروجين. يمكن أيضًا استخدام الفحم لإنتاج الهيدروجين، مع الأخذ بعين الاعتبار أن الفحم ليس مصدرًا محايدًا للكربون. يمكن احتجاز ثاني أكسيد الكربون ودفنه، محولًا الوقود الأحفوري إلى محايد للكربون، لكن غير متجدد. يمكن أن يساعد احتجاز الكربون من غازات العوادم في تحويل الوقود المحايد للكربون إلى سلبي الكربون. تُحطَّم الهيدروكربونات الأخرى بهدف إنتاج الهيدروجين وثاني أكسيد الكربون الذي يمكن تخزينه في أثناء استعمال الهيدروجين للطاقة أو الوقود الذي سيكون أيضًا محايدًا للكربون.
أكثر أنواع الوقود كفاءة في استخدام الطاقة هو غاز الهيدروجين، الذي يمكن توظيفه في المركَبات العاملة بخلايا الوقود الهيدروجيني، ومن الجدير بالذكر أن هذا الغاز يتطلب أقل عدد من الخطوات في عملية إنتاجه.
توجد أنواع قليلة من الوقود يمكن إنتاجها باستخدام الهيدروجين. يمكن صنع حمض الفورميك على سبيل المثال من خلال تفاعل الهيدروجين مع ثاني أكسيد الكربون. نحصل من تفاعل حمض الفورميك مع ثاني أكسيد الكربون على الإيزوبوتانول.
يمكن صنع الميثانول من تفاعل كيميائي لجزيء ثاني أكسيد الكربون مع ثلاثة جزيئات هيدروجين لإنتاج الميثانول والماء. تتوفر إمكانية استرداد الطاقة المخزنة عن طريق احتراق الميثانول في محرك احتراق، محررًا ثاني أكسيد الكربون وماء وحرارة. يمكن إنتاج الميثان في تفاعل مماثل. يُعتبر أخذ الاحتياطات الخاصة ضد تسرب الميثان أولويةً لأن الميثان أكثر فعالية بمئة مرة من ثاني أكسيد الكربون عندما يتعلق الأمر باحتمالية حدوث الاحتباس الحراري. يمكن استخدام المزيد من الطاقة لضم الميثانول أو الميثان في جزيئات وقود هيدروكربونية أكبر.
اقترح الباحثون أيضًا استخدام الميثانول لإنتاج وقود من ثنائي ميثيل الإيثر. يمكن استخدام هذا الوقود بديلًا لوقود الديزل نظرًا إلى قدرته على الاشتعال الذاتي تحت ضغط ودرجة حرارة عاليين. يُستخدم بالفعل في بعض المناطق للتدفئة وتوليد الطاقة. يُعد غير سام، لكن يجب تخزينه تحت ضغط معين. يمكن إنتاج جزيئات الهيدروكربون الأكبر حجمًا والإيثانول من ثاني أكسيد الكربون والهيدروجين.
تُنتَج جميع المواد الهيدروكربونية الاصطناعية عمومًا عند درجات حرارة تتراوح بين 200 و300 درجة مئوية، وتحت ضغوط تتراوح بين 20 و50 بار. عادةً ما تُستخدم المحفزات لتحسين كفاءة التفاعل وإنتاج النوع المطلوب من الوقود الهيدروكربوني. تُعد هذه التفاعلات طاردةً للحرارة، وتستخدم 3 مول تقريبًا من الهيدروجين لكل مول مستخدم من ثاني أكسيد الكربون، بالإضافة إلى إنتاج كميات كبيرة من المياه ثانويًا.